# Roland Joffé

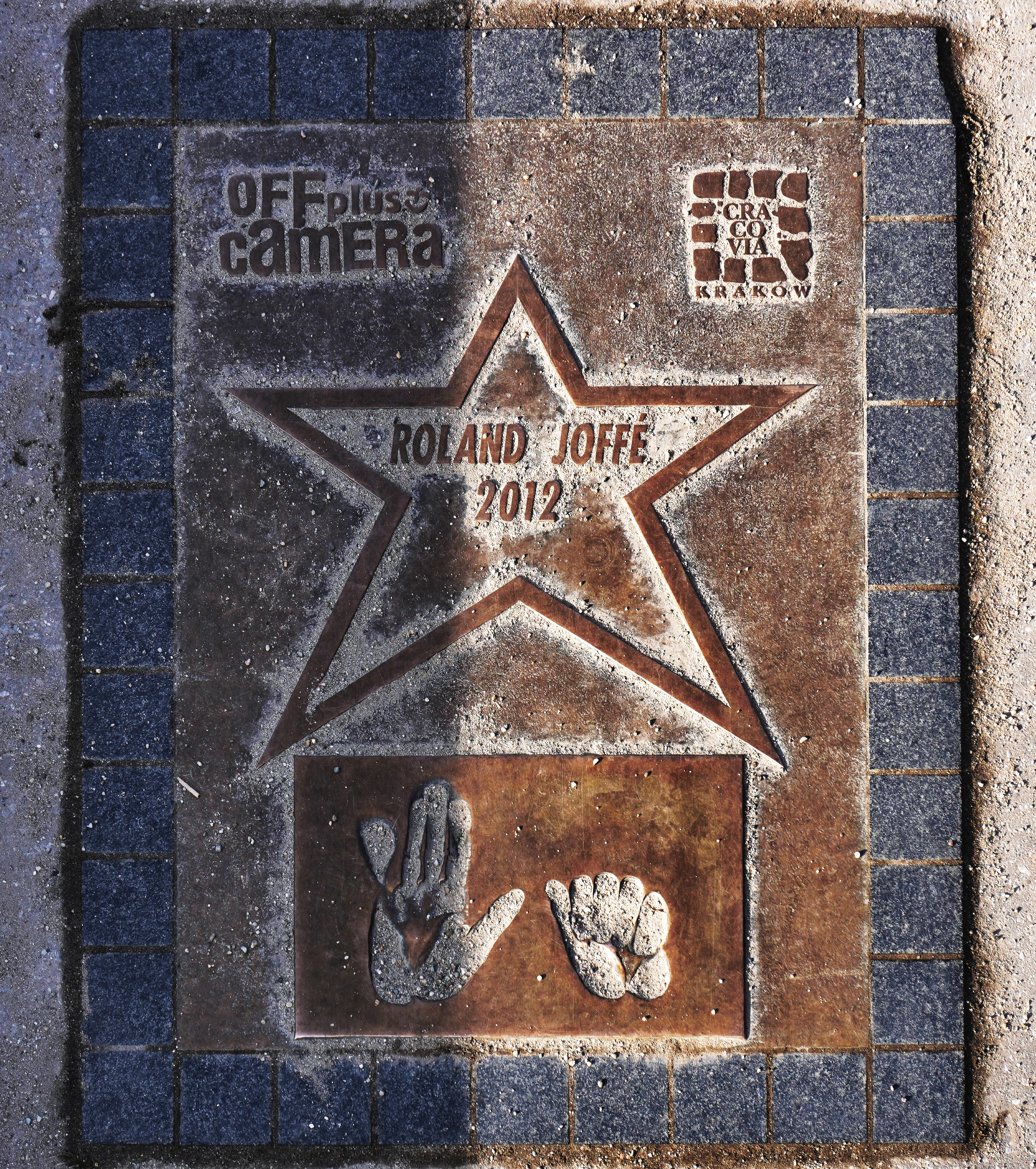
Gwiazda Rolanda Joffégo na Alei Gwiazd w Krakowie

Roland Joffé (ur. 17 listopada 1945 w Londynie) – angielsko-francuski reżyser filmowy i telewizyjny, producent. Był dwukrotnie nominowany do Oscara za najlepszą reżyserię, za obrazy Pola śmierci oraz Misja.

## Życiorys i kariera
Joffé urodził się w Londynie. Jest wnukiem rzeźbiarza Jacoba Epsteina. Ukończył dwie niezależne szkoły: Lycée français Charles de Gaulle w Londynie oraz Carmel College w Wallingford. Swoją oficjalną edukację zakończył na University of Manchester.
Karierę filmową zaczynał od pracy w telewizji. W kinie debiutował dzięki producentowi Davidowi Puttnamowi, z którym razem stworzyli Pola śmierci, film opowiadający o przyjaźni dwóch dziennikarzy na tle ogarniętej wojną domową Kambodży. Sam Waterston wcielił się w postać Sydneya Schanberga, debiutujący na dużym ekranie lekarz Haing S. Ngor odegrał rolę Ditha Prana, zaś John Malkovich wykreował postać Ala Rockoffa. Obraz okazał się wielkim sukcesem, zdobywając trzy Oscary i osiem nagród BAFTA, zaś sam Joffé był nominowany do obu wyróżnień za reżyserię.
Dwa lata później Joffé wyreżyserował Misję, również wyprodukowaną przez Puttnama; dramat historyczny rozgrywający się na terenach dzisiejszego Paragwaju, oparty na autentycznych wydarzeniach z XVIII wieku. Osady Indian Guarani, w których siedzibę mają jezuickie misje (tzw. redukcje paragwajskie), mają zostać przekazane Hiszpanom i Portugalczykom, co spotyka się z oporem części duchowieństwa. W głównych rolach wystąpili Jeremy Irons i Robert De Niro. Film zdobył szereg nagród, w tym Złotą Palmę na 39. MFF w Cannes, a także przyniósł Joffemu kolejne nominacje do Oscara i BAFTA.
Późniejsze dzieła Joffé nie cieszyły się już takim uznaniem krytyki i publiczności. W 1989 wyreżyserował film Projekt Manhattan z Paulem Newmanem. W 1995 na ekrany kin weszła Szkarłatna litera, w której wystąpili Demi Moore, Gary Oldman, Robert Duvall oraz Edward Hardwicke, zaś w 2000 Vatel z Gérardem Depardieu, Umą Thurman i Timem Rothem. W 2011 premierę miał film Gdy budzą się demony.
W kwietniu 2012 reżyser był gościem piątej edycji krakowskiego festiwalu Off Plus Camera. Pokazano cztery filmy reżysera: Pola śmierci, Misję, Vatel oraz Gdy budzą się demony. Sam Joffé kilkakrotnie uczestniczył w spotkaniach z publicznością, pozostawił odcisk dłoni w Krakowskiej Alei Filmowej, a także od prezydenta Jacka Majchrowskiego odebrał klucze do bramy miasta.
W latach 1971–1980 był żonaty z brytyjską aktorką Jane Lapotaire. Ich synem jest reżyser Rowan Joffé (ur. 1972). Z aktorką Cherie Lunghi ma córkę Nathalie Lunghi (ur. 1986).

## Filmografia
- 1984: Pola śmierci (The Killing Fields)
- 1986: Misja (The Mission)
- 1989: Projekt Manhattan (Fat Man and Little Boy)
- 1992: Miasto radości (City of Joy)
- 1995: Szkarłatna litera (The Scarlet Letter)
- 1999: Żegnaj, kochanku(inne języki) (Goodbye, Lover)
- 2000: Vatel
- 2007: Sadysta (Captivity)
- 2008: Ty i ja(inne języki) (You and I)
- 2011: Gdy budzą się demony (There Be Dragons)
- 2013: The Lovers
- 2017: Pojednanie(inne języki)  (The Forgiven)